# Internet tại Cuba

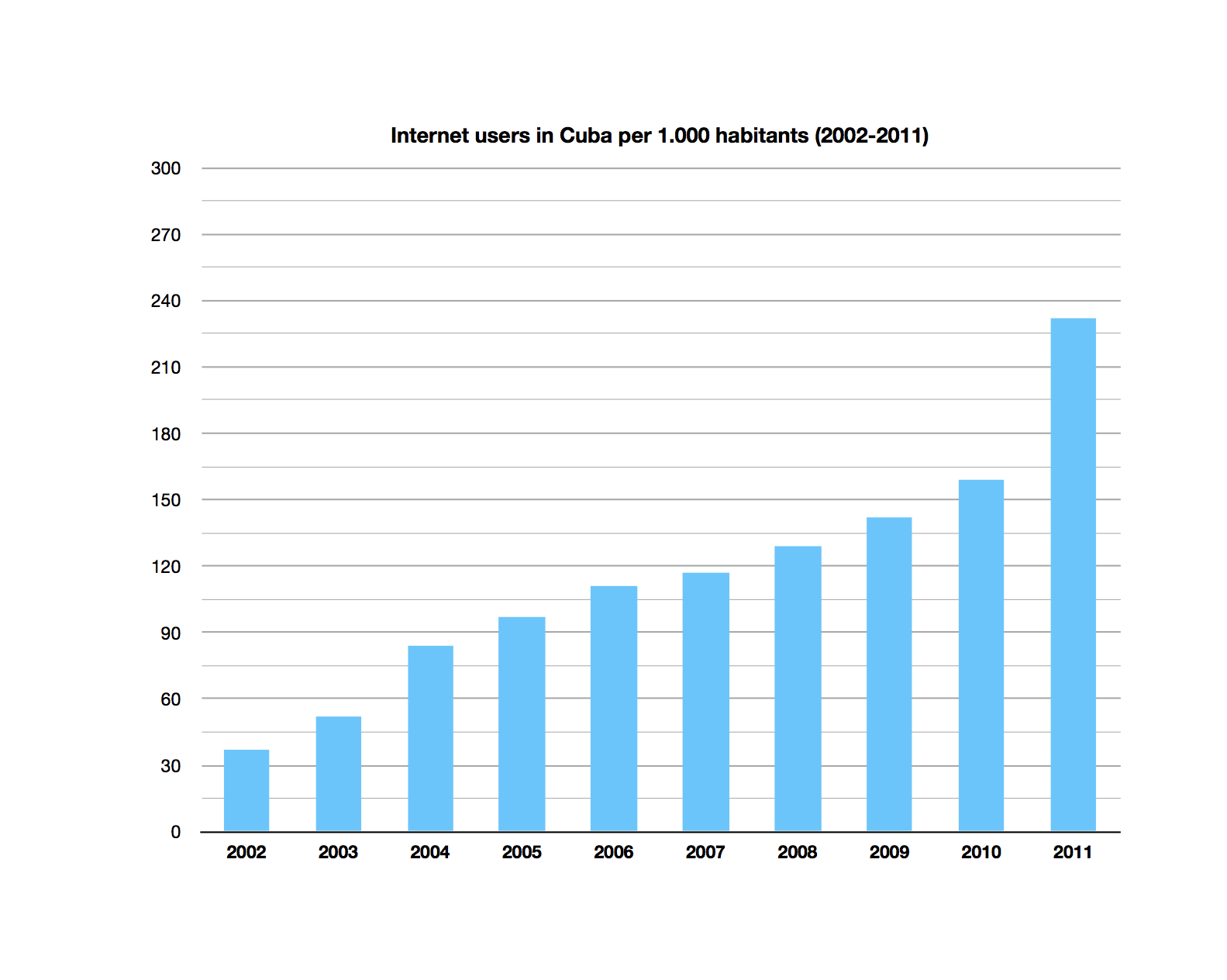
Số người dùng Internet tại Cuba trên 1.000 dân(2002-2011) theo Cơ quan Thống kê Nhà nước Cuba ONE

Internet tại Cuba là một trong những hệ thống bị kiểm soát chặt chẽ nhất thế giới. Internet tại Cuba bị đình trệ từ khi nó được giới thiệu vào những năm 1990 bởi thiếu kinh phí, thắt chặt các hạn chế của chính phủ, bao vây cấm vận của Mỹ, và giá cước cao. Bắt đầu từ năm  2007 tình trạng bắt đầu được cải thiện dần. Năm 2012, Cuba có tỉ lệ truy cập Internet vào khoảng 25,6%. Gần đây, có nhiều người ở Cuba đã phá vỡ những sự hạn chế của chính phủ sử dụng điện thoại vệ tinh, nhiều trong số đó được thanh toán bởi bạn bè, người thân của họ ở nước ngoài.

## Lịch sử
Kết nối Internet đầu tiên của Cuba, một kết nối 64 kbit/s đến Sprint ở Mỹ, được thiết lập tháng 9/1996. Từ khi được giới thiệu vào những năm 1990, sự mở rộng của Internet ở Cuba đã bị đình trệ. Có nhiều bất đồng trong việc giải thích tại sao truy cập Internet tại đây bị giới hạn, nhưng những quan điểm chính bao gồm:
- Thiếu ngân sách do tình trạng khó khăn của nền kinh tế quốc dân của Cuba sau sự sụp đổ của Liên Xô và chính phủ Cuba lo sợ đầu tư nước ngoài có thể làm xói mòn chủ quyền quốc gia;[5][6] và
- Cấm vận của Mỹ, đã làm chậm một tuyến cáp dưới biển và khiến máy tính,các router, và những thiết bị khác trở nên đắt đỏ và khó triển khai.[5]

Theo ông Boris Moreno Cordoves, Thứ trưởng Bộ Thông tin và Truyền thông, đạo luật Torricelli Act (một phần của cấm vận) xác định viễn thông là một công cụ quan trọng trong lật đổ cách mạng Cuba 1959, và những công nghệ cần thiết đã được điều khiển bởi các thế lực phản cách mạng, nhưng nó cũng rất cần thiết cho phát triển kinh tế Cuba.
Các chính sách đang dần thay đổi ở cả Cuba và Mỹ. Các điều chỉnh gần đây của Mỹ ủng hộ kết nối thông tin đến Cuba. Năm 2009 Tổng thống Obama thông báo Mỹ cho phép các công ty của nước này cung cấp dịch vụ Internet đến Cuba, Tuy nhiên, chính phủ Cuba đã từ chối lời đề nghị này và quya sang làm việc với chính phủ Venezuela.

## Tình hình

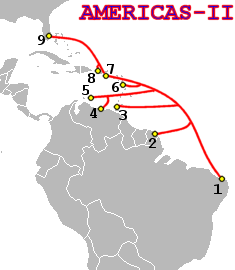
AMERICAS-II, một tuyến cáp viễn thông ngầm năm 2000, đi qua Cuba

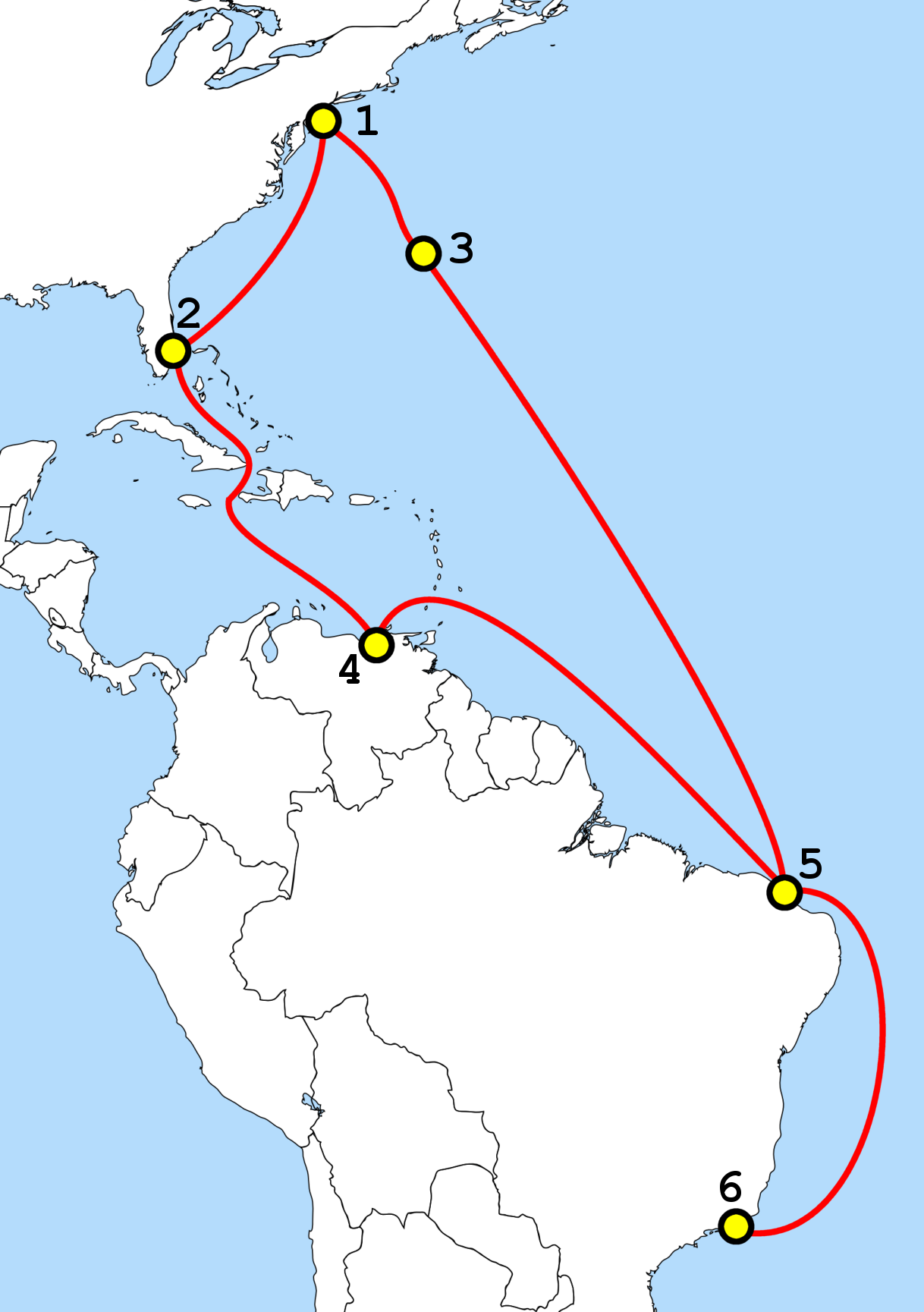
GlobeNet, Một tuyến cáp viễn thông ngầm năm 2001, đi qua Cuba

Hạ tầng viễn thông trong nước của Cuba bị giới hạn phạm vi và chỉ thích hợp cho những ngày đầu của Internet. Không hề có kết nối Internet băng rộng tại Cuba. Mạng di động ở đây cũng bị giới hạn vùng phủ sóng và sử dụng công nghệ 2G, thích hợp cho nghe gọi và gửi SMS, nhưng không có ứng dụng Internet. Kết nối giữa Cuba và phần còn lại của thế giới bị giới hạn trong bởi hệ thống Intersputnik và kết nối điện thoại đã lão hóa đến Mỹ. Tổng băng thông giữa Cuba và Internet toàn cầu chỉ là 209 Mbit/s tải lên và 379 tải xuống.
Khoảng 30% dân số (3 triệu người dùng, thứ 79 thế giới) truy cập Internet năm 2012. Kết nối Internet thông qua vệ tinh là chủ đạo khiến phí truy cập Internet trở nên đắt đỏ. Giá cước trung bình cho 1 giờ truy cập kết nối cybercafé là vào khoảng 1,50 USD cho truy cập trong nước và 4,50 USD  cho truy cập quốc tế, trong khi thu nhập trung bình tháng là 20USD. Sở hữu riêng máy tính hay điện thoại di động cần phải có một giấy phép đặc biệt của chính phủ cho đến năm 2008. Bởi vì bị giới hạn về băng thông, chính quyền ưu tiên cho các địa điểm truy cập internet chung như tại nơi làm việc, trường học viện nghiên cứu, những nơi nhiều người có thể sử dụng cùng một máy tính.
Một tuyến cáp quang biển kết nối đến Venezuela (ALBA-1) được lên kế hoạch vào năm 2011. Tháng 2/2011 tuyến cáp quang kết nối Cuba đến Jamaica và Venezuela đã hoàn thành và dự kiến cung cấp cung cấp tốc độ tải xuống nhanh gấp 3,000 so với trước đó. Tuyến cáp quang này được hi vong sẽ đi vào hoạt động trong mùa hè 2011, nhưng một báo cáo vào tháng 10/2011 cho biết tuyến cáp vẫn chưa hoạt động. Chính phủ không có bình luận gì về vấn đề này, điều đó khiến nhiều người dân tin rằng dự án này sẽ không bao giờ hoàn thành do tình trạng tham nhũng trong chính phủ. Tháng 5/2012 có nhiều báo báo nói rằng tuyến cáp đã đi vào hoạt động, nhưng chỉ được sử dụng giới hạn giữa các tổ chức của chính phủ Cuba và Venezuela. Truy cập Internet của công chúng vẫn sử dụng các kết nối vệ tinh chậm và tốn kém hơn, cho đến tháng 1/2013 khi tốc độ kết nối gia tăng.
Một hệ thống mạng kết nối với internet toàn cầu được sử dụng bởi các quan chức chính phủ và khách du lịch, trong khi một kết nối  khác để sử dụng bởi người dân đã giới hạn nội dung. phần lớn các truy cập là vào một mạng intranet quốc gia và một hệ thống thư điện tử trong nước. Intranet bao gồm từ điển bách khoa EcuRed và các website được hỗ trợ bởi chính phủ. Hệ thống mạng này tương tự Kwangmyong ở Triều Tiên, hệ thống mạng của Myanmar đang sử dụng và hệ thống mà Iran đang lên kế hoạch thực hiện.
Bắt đầu từ ngày 4/6/2013 người dân Cuba có thể đăng ký với ETECSA, một công ty viễn thông nhà nước, để truy cập Internet công cộng dưới thương hiệu "Nauta" tại 118 trung tâm trên toàn quốc. Juventud Rebelde, một tờ báo chính thức cho biết, cho biết internet sẽ dần được mở rộng hơn. cước phí truy cập internet là CUC$4.50 một giờ (hoặc CUC$0.60 cho truy cập mạng quốc gia,và CUC$1.50 cho email), vẫn khá cao tại một đất nước có thu nhập bình quân 20USD tháng.
Đầu năm 2016, ETEC S.A. đã bắt đầu thí điểm chương trình internet băng rộng tại hộ gia đình, với ý định giới thiệu các dịch vụ internet băng rộng tại nhà ở tư nhân.

### Triển vọng trong tương lai
Tình hình Internet tại Cuba đang thay đổi dần. Khi việc sở hữu máy tính được hợp pháp hóa vào năm 2008, số lượng máy tính sở hữu riêng tại Cuba đã tăng vọt (có 630.000 máy tính có mặt tại hòn đảo này năm 2008, tăng 23% so với 2007).
Trung Quốc, đối tác thương mại lớn nhất của Cuba và cũng là nước nhập khẩu lớn nhất các sản phẩm của Cuba, đã cam kết "giúp đỡ Cuba phát triển kinh tế-xã hội." Thiết bị mạng của Trung Quốc cũng như kinh nghiệm chuyên môn, Trung Quốc có kinh nghiệm trong việc xây dựng cơ sở hạ tầng viễn thông nội địa tại các nước đang phát triển.
Trong năm 2009 một công ty Mỹ, TeleCuba Communications, Inc., đã được cấp phép để lắp đặt một tuyến cáp ngầm dưới biển giữa Key West, Florida và Havana, mặc dù các tính toán chính chị ở cả hai bên sẽ ngăn cản liên doanh phát triển.

## Kiểm duyệt

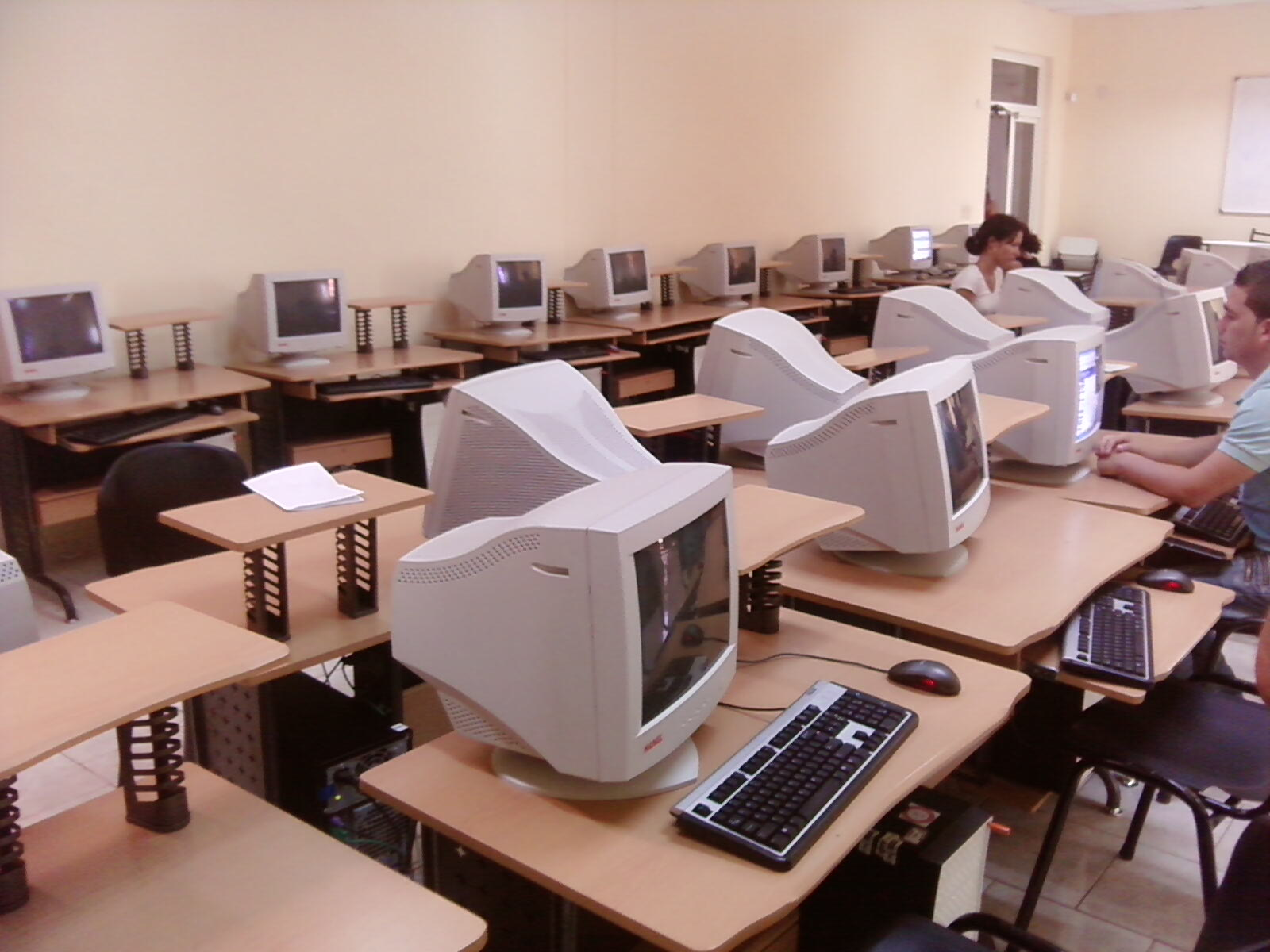
Máy tính trong phòng thực hành ở Đại học Khoa học Thông tin (University of Information Science) tại Havana, một trong những trung tâm máy tính lớn của Cuba.

Internet Cuba là một trong những hệ thống bị kiểm soát chặt chẽ nhất thế thế giới. Năm 2004 tổ chức International Federation of Library Associations and Institutions bày tỏ lo ngại sâu sắc về hành vi vi phạm liên tục của các quyền con người cơ bản để tự do tiếp cận thông tin và tự do ngôn luận ở Cuba. Cuba đã bị liệt kê như là một "kẻ thù của Internet" bởi tổ chức Phóng viên không biên giới từ danh sách được tạo ra vào năm 2006. mức độ lọc thông tin trên Internet của Cuba không được OpenNet Initiative  xếp hạng do thiếu dữ liệu.
Tất cả thông tin xuất bản lên Internet đều cần có sự chấp thuận của National Registry of Serial Publications. các nhà cung cấp dịch vụ không được cung cấp truy cập cho các các nhân không được chính phủ chấp thuận. Một báo cáo cho thấy nhiều trang tin tức nước ngoài không bị chặn tại Cuba, nhưng các kết nối chậm và công nghệ lạc hậu ở Cuba làm cho người dân để tải các trang web này. Thay cho một hệ thống lọc phức tạp, chính phủ dựa trên chi phí cao của việc truy cập và hạ tầng viễn thông kém để hạn chế truy cập Internet.
Các phương tiện truyền thông kỹ thuật số đang bắt đầu đóng một vai trò quan trọng hơn, mang các tin tức sự kiện tại Cuba đến với phần còn lại của thế giới. Mặc dù có những hạn chế, người dân Cuba kết nối internet vào các đại sứ quán, các quán cà phê Internet, thông qua bạn bè ở các trường đại học, khách sạn, và nơi làm việc. Số lượng điện thoại di động cũng đang gia tăng. 
Cuba cũng đã nhìn thấy một sự gia tăng trong cộng đồng blogger. Các bloggers giống như Yoani Sánchez sử dụng phương tiện truyền thông mới để miêu tả cuộc sống ở Cuba và cách thức chính phủ vi phạm các quyền tự do cơ bản.